# COSAFA-kupa
A COSAFA-kupa (angolul: COSAFA Cup) egy a COSAFA által kiírt nemzetközi labdarúgótorna dél-afrikai labdarúgó-válogatottak számára.
A címvédő Namíbia, a legsikeresebb Zambia és Zimbabwe csapata 4 győzelemmel.

## Eredmények
| 1997 Részletek | Zambia     | · Zambia                  | Csoportkör         | · Namíbia  | · Mozambik                | Csoportkör | · Tanzánia                |
| 1998 Részletek | Zambia     | · Zambia                  | Csoportkör         | · Zimbabwe | · Angola                  | Csoportkör | · Namíbia                 |
| 1999 Részletek | Angola     | · Angola                  | 1 - 0 1 - 1        | · Namíbia  | · Szváziföld              |            | · Zambia                  |
| 2000 Részletek | Zimbabwe   | · Zimbabwe                | 3 - 0              | · Lesotho  | · Dél-afrikai Köztársaság |            | · Angola                  |
| 2001 Részletek | Angola     | · Angola                  | 0 - 0 1 - 0        | · Zimbabwe | · Malawi                  | 2 - 1      | · Zambia                  |
| 2002 Részletek | Dél-Afrika | · Dél-afrikai Köztársaság | 3 - 1 1 - 0        | · Malawi   | · Szváziföld              |            | · Zambia                  |
| 2003 Részletek | Zimbabwe   | · Zimbabwe                | 2 - 1 2 - 0        | · Malawi   | · Zambia                  |            | · Szváziföld              |
| 2004 Részletek | Angola     | · Angola                  | 0 - 0 (5 - 4 b.u.) | · Zambia   | · Mozambik                |            | · Zimbabwe                |
| 2005 Részletek | Zimbabwe   | · Zimbabwe                | 1 - 0              | · Zambia   | · Dél-afrikai Köztársaság |            | · Angola                  |
| 2006 Részletek | Zambia     | · Zambia                  | 2 - 0              | · Angola   | · Botswana                |            | · Zimbabwe                |
| 2007 Részletek | Dél-Afrika | · Dél-afrikai Köztársaság | 0 - 0 (4 - 3 b.u.) | · Zambia   | · Botswana                |            | · Mozambik                |
| 2008 Részletek | Dél-Afrika | · Dél-afrikai Köztársaság | 2 - 1              | · Mozambik | · Zambia                  | 2 - 0      | · Madagaszkár             |
| 2009 Részletek | Zimbabwe   | · Zimbabwe                | 3 - 1              | · Zambia   | · Mozambik                | 1 - 0      | · Dél-afrikai Köztársaság |
| 2010 Részletek | Angola     | Elmaradt                  | Elmaradt           | Elmaradt   |                           |            |                           |
| 2013 Részletek | Zambia     | · Zambia                  | 2–0                | · Zimbabwe | · Dél-afrikai Köztársaság | 2–1        | · Lesotho                 |
| 2015 Részletek | Dél-Afrika | · Namíbia                 | 2–0                | · Mozambik | · Madagaszkár             | 2–1        | · Botswana                |
| 2016 Részletek | Namíbia    |                           |                    |            |                           |            |                           |

1. ↑  Rendezési hiányosságok miatt elmaradt., 2010. október 18. [2011. április 17-i dátummal az eredetiből archiválva]. (Hozzáférés: 2010. november 15.)

- h.u. – hosszabbítás után
- b.u. – büntetők után

## Éremtáblázat
| Poz. | Ország                  |   |   |   |    |
| ---- | ----------------------- | - | - | - | -- |
| 1.   | Zambia                  | 4 | 4 | 2 | 10 |
| 2.   | Zimbabwe                | 4 | 3 | 0 | 7  |
| 3.   | Angola                  | 3 | 1 | 1 | 5  |
| 4.   | Dél-afrikai Köztársaság | 3 | 0 | 2 | 5  |
| 5.   | Namíbia                 | 1 | 1 | 0 | 2  |
| 6.   | Mozambik                | 0 | 2 | 3 | 5  |
| 7.   | Malawi                  | 0 | 2 | 1 | 3  |
| 8.   | Lesotho                 | 0 | 1 | 0 | 1  |
| 9.   | Szváziföld              | 0 | 0 | 2 | 2  |
| 9.   | Botswana                | 0 | 0 | 2 | 2  |
| 11.  | Madagaszkár             | 0 | 0 | 1 | 1  |